# Skolimów-Konstancin
Skolimów-Konstancin – dawne miasto funkcjonujące w latach 1952–1968 w woj. warszawskim, w powiecie piaseczyńskim. Od 1969 w granicach miasta Konstancina-Jeziorny w woj. mazowieckim, w powiecie piaseczyńskim, gdzie stanowi jego południową uzdrowiskową część.
Obszar dawnego miasta Skolimów-Konstancin obejmuje następujące części składowe: Chylice, Jeziorna Oborska, Konstancin, Królewska Góra, Skolimów.
W latach 1867–1924 obszar miasta Skolimów-Konstancin wchodził w skład gminy Jeziorna (Jeziorna Oborska, Konstancin i Królewska Góra) i gmina Nowo-Iwiczna (Chylice i Skolimów) w powiecie warszawskim. W 1924 roku wszedł w skład gminy Skolimów-Konstancin.
20 października 1933 gminę Skolimów-Konstancin podzielono na pięć gromad:
- Chylice – letnisko Chylice i letnisko Skolimów C
- Jeziorna Oborska – wieś Jeziorna Oborska
- Konstancin – letnisko Konstancin
- Królewska Góra – letnisko Królewska Góra
- Skolimów – letnisko Skolimów A i letnisko Skolimów B

Podczas II wojny światowej w Generalnym Gubernatorstwie, w dystrykcie warszawskim. W 1943 Chylice liczyły 953 mieszkańców, Jeziorna Oborska – 213, Konstancin – 776, Królewska Góra – 325, a Skolimów – 735.
Od 1 lipca 1952 w powiecie piaseczyńskim. Tego samego dnia gminie Skolimów-Konstancin nadano ustrój miejski. 
W związku z reorganizacją administracji wiejskiej jesienią 1954, z miasta Skolimów-Konstancin wyłączono:
- enklawę pod nazwą Skolimów C oraz klin wrzynający się do gruntów dotychczasowej gromady Chylice od strony zachodniej po ulicę Dworską – włączając je do nowo utworzonej gromady Chylice w tymże powiecie;
- część miasta, w której znajdowały się budynki Zakładowych Osiedli Robotniczych w granicach ul. Parkowej i ul. Wilanowskiej – włączając je do nowo utworzonej gromady Jeziorna Królewska w tymże powiecie.

W roku 1956 miasto Skolimów-Konstancin liczyło 7,800 mieszkańców, a w 1962 – 7,000.
1 stycznia 1969 Skolimów-Konstancin (ze Skolimowem) połączono z miastem Jeziorna (prawa miejskie od 1962) w nowy ośrodek miejski o nazwie Konstancin-Jeziorna.

## Instytucje z okresu istnienia miasta Skolimowa-Konstancina
W mieście Skolimów-Konstancin funkcjonowała fabryka pasty do obuwia oraz hodowla zwierząt futerkowych (m.in. nutrii i lisów). W latach 50. XX wieku powstała stacja naukowa Instytutu Reumatologicznego oraz sanatorium reumatologiczne.